# Адмирал Ушаков (эсминец)
«Адмирал Ушаков», до 2004 года «Бесстрашный» — эскадренный миноносец, 17-й корабль  проекта 956 «Сарыч» (по кодификации НАТО — Sovremenny class destroyer).

## История строительства
Заложен на Судостроительном заводе № 190 имени А. А. Жданова 6 мая 1988 года (строительный № 877), спущен на воду 28 декабря 1991 года, экипаж сформирован 31 декабря. Корабль прошёл заводские ходовые испытания с 27 ноября по 25 декабря 1993 год в Балтийске. Принят флотом 30 декабря 1993 года (25 декабря на корабле был поднят Андреевский флаг). 17 апреля 1994 года эсминец вступил в состав ВМФ России. На период строительства (с 16 июня 1993) был включён в состав 13-й бригады строящихся и ремонтируемых кораблей Ленинградской военно-морской базы, на период испытаний включён в состав 76-й бригады ракетных кораблей 12-й дивизии ракетных кораблей Балтийского флота.

## Служба
1990-е
С 1994 года — в составе 56-й бригады эсминцев 7-й оперативной эскадры Северного флота. 2 июня 1994 года ЭМ «Бесстрашный» прибыл в Балтийск для подготовки к межфлотскому переходу, осуществлённому с 9 по 16 августа. 27 декабря 1994 года эсминец был введён в состав сил постоянной боевой готовности.
Совместно с ЭМ «Расторопным», 4 апреля 1995 года участвовал в проведении зенитной ракетной стрельбы (получил оценку «хорошо»). Под флагом контр-адмирала В. Д. Верегина нанёс визит в Осло (Норвегия) (6 — 9 мая). 22 ноября выполнил артиллерийские стрельбы в присутствии Министра обороны и Главнокомандующего ВМФ. 21 декабря ЭМ «Бесстрашный» под флагом адмирала И. В. Касатонова вышел совместно с ТАВКР «Адмирал Флота Советского Союза Кузнецов» на боевую службу в Средиземное море; 4 января следующего года прошёл через Гибралтарский пролив, с 29 января по 3 февраля осуществил деловой заход в Тартус (Сирия); с 17 по 18 февраля совместно с ТАВКР «Адмирал Флота Советского Союза Кузнецов» находился с визитом в порту Ла-Валетта (Мальта), где президент республики Мальта посетил эскадренный миноносец. 22 марта 1996 года корабль вернулся в Североморск, пройдя за время боевой службы 14 156 морских миль и выполнив 7 учений и 49 боевых упражнений. В августе-сентябре ЭМ «Бесстрашный» прошёл докование на судоремонтном заводе № 82 в Росляково.
Для комплексной проверки боеготовности 14 апреля 1997 года эсминец совершил выход в море, с 16 по 17 апреля и с 23 по 25 апреля этого же года он участвовал в командно-штабных учениях флота в составе двух эсминцев и двух больших противолодочных кораблей. 21 августа ЭМ «Бесстрашный» выполнил артиллерийскую стрельбу с постановкой помех из ПК-10 и ПК-2М (получил общую оценку «хорошо»). 2 сентября стрелял РК «Москит», получил оценку «отлично». 16 сентября ЭМ «Бесстрашный» совершил в составе корабельной группы выход в море, в период с 22 по 26 сентября нанёс визит в Портсмут (Англия); 4 октября в проливе Каттегат была осуществлена заправка эсминца топливом кильватерным способом от танкера «Генрих Гасанов». Пройдя 4391 морскую милю, эскадра возвратилась в Североморск 8 октября 1997 года.
1 мая 1998 года эскадренный миноносец «Бесстрашный» был включён в состав 43-й дивизии ракетных кораблей 7-й оперативной эскадры. Во время похода летом 1998 года в условиях шторма произошла остановка котлотурбинной установки корабля, из-за чего он едва не был выброшен на скалы.
2000-е
С 2000 года по 2004 год проходил средний ремонт в г. Северодвинске на ОАО «ЦС „Звёздочка“». В 2004 году эсминец «Бесстрашный» сменил название на «Адмирал Ушаков», установлены шефские связи с Республикой Мордовия.
2010-е
9 июня 2016 года эсминец «Адмирал Ушаков» провёл артиллерийские стрельбы в Баренцевом море, в том числе отработал бой с надводным кораблем условного противника, поражение быстродвижущихся малоразмерных целей и плавающих морских мин. В стрельбах были задействованы артиллерийские комплексы АК-130 и АК-630. В мае 2018 года провёл артиллерийские стрельбы по береговым целям. В учении были задействованы артиллерийские комплексы главного калибра — 130 мм — две артиллерийские установки АК-130. Комендоры отработали поражение невидимой цели на берегу на дистанции более 10 километров.
В 2018 году был выведен  из эксплуатации вследствие технических проблем, рассматривался вопрос о списании корабля. В 2020 году принято решение о проведении ремонта на ЦС «Звёздочка» до конца 2022 года. В 2023 году после завершения ремонта вышел в море.

## Командиры

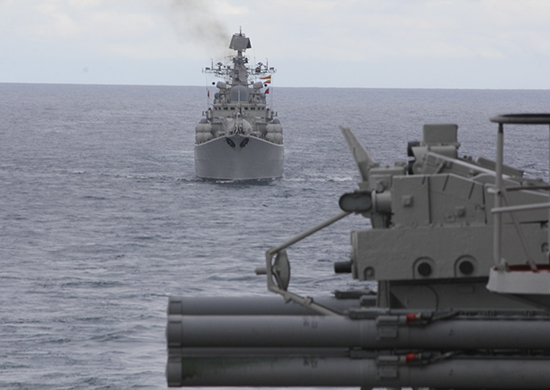
Эсминец «Адмирал Ушаков» в Баренцевом море на учениях

- С 4 июля 1992 года — капитан 2-го ранга Козлов Павел Борисович[7];
- С 19 октября 1994 года — капитан 2-го ранга Васильев Сергей Игоревич[7];
- С 21 марта 1997 года по 2000 год — капитан 2-го ранга Мельников Валерий Михайлович[7];
- С 2000 года по 2001 год — капитан 1-го ранга Фадеев Александр Сергеевич
- С 2001 года по 2003 год — капитан 1-го ранга Кузнецов Виктор Иванович
- С 2004 года по 2005 год — капитан 1-го ранга Сидоров Валерий Дмитриевич
- С 2005 года по 2007 год — капитан 1-го ранга Неклюдов Игорь Владиславович
- С 2007 года по 2009 год — капитан 1-го ранга Набока Андрей Валерьевич
- С ноября 2009 года по март 2016 года — капитан 1-го ранга ранга Гладкий Олег Анатольевич
- С марта 2016 года — капитан 1-го ранга Никитин Игорь Александрович
- С октября 2018 года — капитан 2-го ранга Русаков Сергей Александрович
- С июля 2023 года - капитан 1 ранга Алексеев Евгений Владимирович

## Бортовые номера
В ходе службы эсминец сменил ряд следующих бортовых номеров:
- 1993 год — № 694[7];
- 1995 год — № 678[7];
- 1996 год — № 434[7].
- 2016 год — № 474